# Бенд (Каліфорнія)
Бенд (англ. Bend) — переписна місцевість (CDP) в США, в окрузі Техама штату Каліфорнія. Населення — 603 особи (2020).

## Географія
Бенд розташований за координатами 40°15′18″ пн. ш. 122°12′39″ зх. д. / 40.25500° пн. ш. 122.21083° зх. д. (40.255092, -122.210916).  За даними Бюро перепису населення США в 2010 році переписна місцевість мала площу 8,22 км², з яких 7,56 км² — суходіл та 0,66 км² — водойми.

## Демографія
Згідно з переписом 2010 року, у переписній місцевості мешкало 619 осіб у 250 домогосподарствах у складі 186 родин. Густота населення становила 75 осіб/км².  Було 275 помешкань (33/км²).
Расовий склад населення:
| - 92,1 % — білих - 2,4 % — корінних американців - 0,6 % — чорних або афроамериканців - 0,5 % — азіатів - 2,3 % — осіб інших рас |

До двох чи більше рас належало 2,1 %. Частка іспаномовних становила 7,8 % від усіх жителів.
За віковим діапазоном населення розподілялося таким чином: 20,2 % — особи молодші 18 років, 56,9 % — особи у віці 18—64 років, 22,9 % — особи у віці 65 років та старші. Медіана віку мешканця становила 48,3 року. На 100 осіб жіночої статі у переписній місцевості припадало 105,6 чоловіків;  на 100 жінок у віці від 18 років та старших — 107,6 чоловіків також старших 18 років.
Середній дохід на одне домашнє господарство  становив 68 576 доларів США (медіана — 51 823), а середній дохід на одну сім'ю — 78 926 доларів (медіана — 61 875). Медіана доходів становила 51 406 доларів для чоловіків та 44 167 доларів для жінок. За межею бідності перебувало 7,9 % осіб, у тому числі 0,0 % дітей у віці до 18 років та 2,2 % осіб у віці 65 років та старших.
Цивільне працевлаштоване населення становило 223 особи. Основні галузі зайнятості: освіта, охорона здоров'я та соціальна допомога — 32,7 %, роздрібна торгівля — 12,1 %, публічна адміністрація — 10,8 %.